# Kinna Gieth
Anna Katarina "Kinna" Gieth Castellano, född 21 juni 1976, är en svensk författare. 
Gieth skrev tillsammans med Peter Pohl den Augustprisbelönade boken Jag saknar dig, jag saknar dig! som baseras på hennes liv, efter att tvillingsystern Jenny dött i en trafikolycka vid 13 års ålder. Gieth var endast sexton år gammal då hon skrev boken och är således den yngsta mottagaren av Augustpriset hittills.

## Priser och utmärkelser
- Augustpriset 1992
- Deutscher Jugendliteraturpreis 1995